# 山中湖村
山中湖村（やまなかこむら）は、山梨県南東部の郡内地方に位置する村。南都留郡に属する。

## 概要

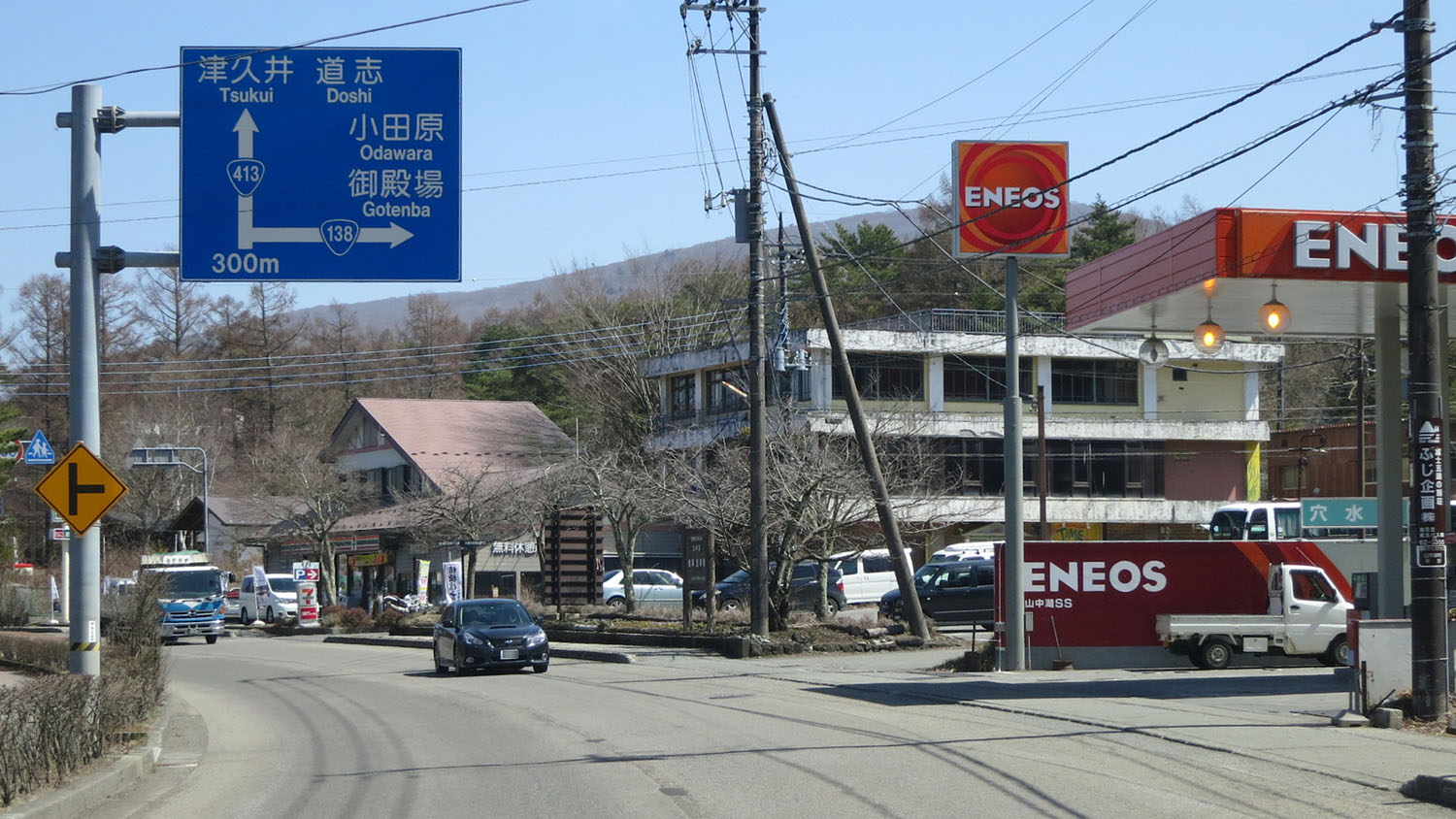
山中湖村中心部を通る国道138号

気候は冷涼で、県内有数の観光村となっており、湖北岸の芙蓉台や南岸の旭が丘は別荘地となっている。夏場は首都圏や中京圏の避暑地としてにぎわうが、冬場は雪が積もることが多い。
富士山原生林には、国の天然記念物として保護されている植物群落が多く、村域には山中の鷹丸尾溶岩上の山中のハリモミ純林がある。また、山中湖のフジマリモは県指定天然記念物である。

## 地理

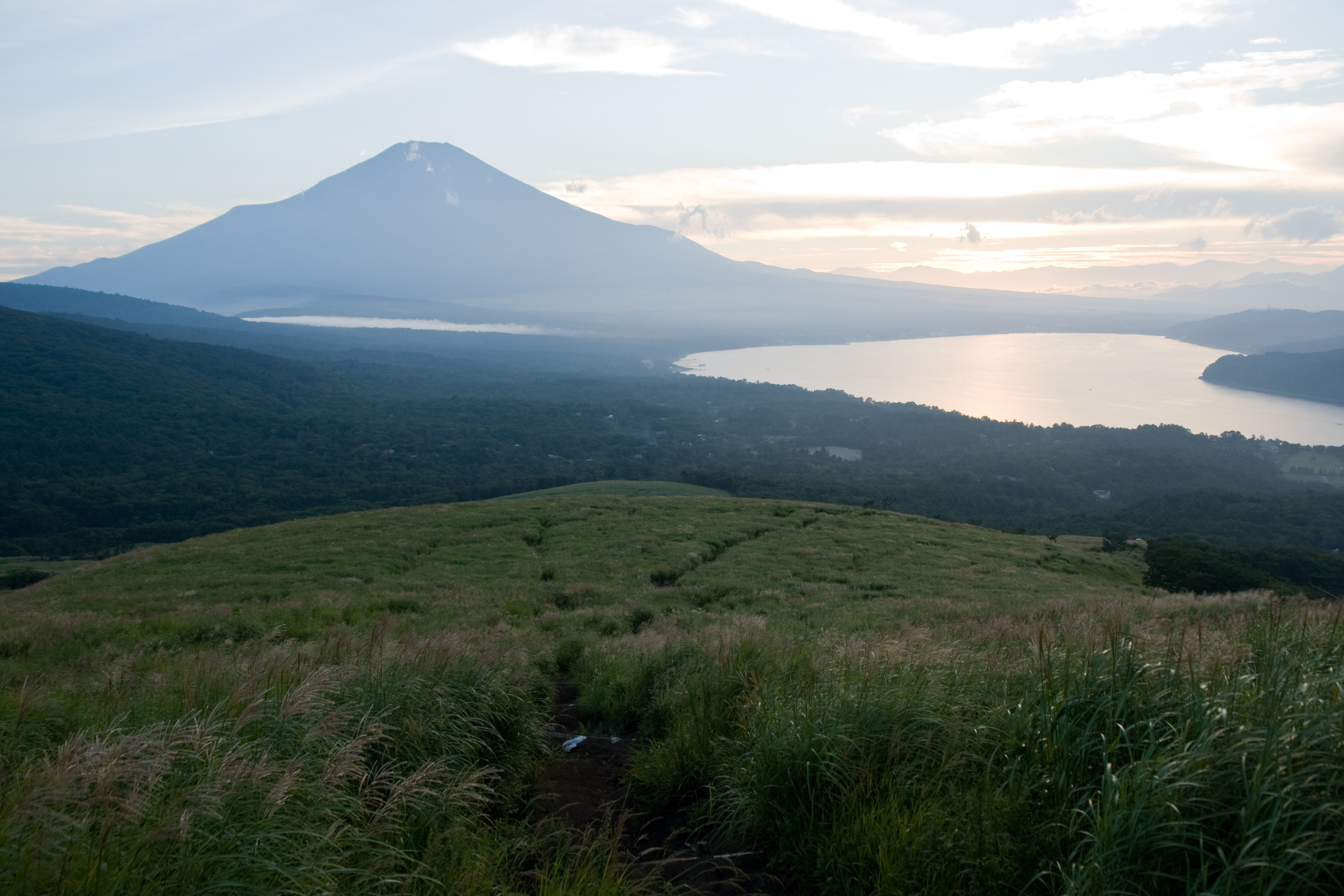
山中湖と富士山

### 位置
村の中心に富士五湖の一つである山中湖が位置し、集落は主に北西からの国道138号（旧鎌倉往還）と北東からの国道413号が合流する。
南西方向に富士山が見え、裾野には梨が原高原が広がる。東には丹沢山地が位置している。

### 地形

#### 山地
主な山
- 石割山(1413m)
- 三国山(1343m)

#### 河川
主な川
- 桂川（相模川水系）

#### 湖沼
主な湖
- 山中湖

### 気候
村全域が標高1000m前後の高原であるため、気候は県内でも比較的寒冷であり、年間平均気温は9.4℃と北海道とほぼ同じである。また、小盆地なので寒暖の差が激しい。夏場の昼間でも涼しく、夜は肌寒く感じることもある。冬場は雪が積もることが多く、山中湖は湖面凍結する。そして、冬場の最低気温が-15℃以下になることも珍しくない。ケッペンの気候区分では西岸海洋性気候に属する。
| 山中（1991 - 2020年）の気候 | 山中（1991 - 2020年）の気候 | 山中（1991 - 2020年）の気候 | 山中（1991 - 2020年）の気候 | 山中（1991 - 2020年）の気候 | 山中（1991 - 2020年）の気候 | 山中（1991 - 2020年）の気候 | 山中（1991 - 2020年）の気候 | 山中（1991 - 2020年）の気候 | 山中（1991 - 2020年）の気候 | 山中（1991 - 2020年）の気候 | 山中（1991 - 2020年）の気候 | 山中（1991 - 2020年）の気候 | 山中（1991 - 2020年）の気候 |
| 月                          | 1月                         | 2月                         | 3月                         | 4月                         | 5月                         | 6月                         | 7月                         | 8月                         | 9月                         | 10月                        | 11月                        | 12月                        | 年                          |
| --------------------------- | --------------------------- | --------------------------- | --------------------------- | --------------------------- | --------------------------- | --------------------------- | --------------------------- | --------------------------- | --------------------------- | --------------------------- | --------------------------- | --------------------------- | --------------------------- |
| 最高気温記録 °C （°F）      | 17.5 (63.5)                 | 21.1 (70)                   | 24.1 (75.4)                 | 28.0 (82.4)                 | 30.6 (87.1)                 | 33.2 (91.8)                 | 34.9 (94.8)                 | 33.6 (92.5)                 | 32.1 (89.8)                 | 29.5 (85.1)                 | 25.2 (77.4)                 | 21.1 (70)                   | 34.9 (94.8)                 |
| 平均最高気温 °C （°F）      | 4.0 (39.2)                  | 5.0 (41)                    | 8.8 (47.8)                  | 14.5 (58.1)                 | 19.1 (66.4)                 | 21.5 (70.7)                 | 25.7 (78.3)                 | 26.6 (79.9)                 | 22.4 (72.3)                 | 16.9 (62.4)                 | 12.4 (54.3)                 | 6.9 (44.4)                  | 15.3 (59.5)                 |
| 日平均気温 °C （°F）        | −2.4 (27.7)                 | −1.2 (29.8)                 | 2.5 (36.5)                  | 7.9 (46.2)                  | 12.8 (55)                   | 16.5 (61.7)                 | 20.6 (69.1)                 | 21.2 (70.2)                 | 17.4 (63.3)                 | 11.6 (52.9)                 | 5.9 (42.6)                  | 0.5 (32.9)                  | 9.4 (48.9)                  |
| 平均最低気温 °C （°F）      | −8.9 (16)                   | −7.7 (18.1)                 | −3.6 (25.5)                 | 1.4 (34.5)                  | 6.7 (44.1)                  | 12.1 (53.8)                 | 16.4 (61.5)                 | 16.8 (62.2)                 | 13.2 (55.8)                 | 6.7 (44.1)                  | 0.1 (32.2)                  | −5.6 (21.9)                 | 4.0 (39.2)                  |
| 最低気温記録 °C （°F）      | −19.5 (−3.1)                | −22.2 (−8)                  | −19.6 (−3.3)                | −14.1 (6.6)                 | −5.3 (22.5)                 | 3.4 (38.1)                  | 8.4 (47.1)                  | 8.8 (47.8)                  | 0.5 (32.9)                  | −5.8 (21.6)                 | −9.6 (14.7)                 | −16.6 (2.1)                 | −22.2 (−8)                  |
| 降水量 mm （inch）          | 82.1 (3.232)                | 80.8 (3.181)                | 174.6 (6.874)               | 181.1 (7.13)                | 188.0 (7.402)               | 221.2 (8.709)               | 219.9 (8.657)               | 224.0 (8.819)               | 375.1 (14.768)              | 310.4 (12.22)               | 144.3 (5.681)               | 86.3 (3.398)                | 2,287.8 (90.071)            |
| 平均降水日数 （≥1.0 mm）    | 5.5                         | 6.0                         | 10.4                        | 10.1                        | 10.6                        | 12.7                        | 12.9                        | 10.5                        | 12.5                        | 11.1                        | 8.0                         | 5.4                         | 115.6                       |
| 平均月間日照時間            | 172.3                       | 158.6                       | 170.8                       | 186.6                       | 189.8                       | 134.5                       | 157.8                       | 185.4                       | 114.3                       | 117.4                       | 141.3                       | 155.2                       | 1,884.1                     |
| 出典1：気象庁               |                             |                             |                             |                             |                             |                             |                             |                             |                             |                             |                             |                             |                             |
| 出典2：観測史上1～10位の値  |                             |                             |                             |                             |                             |                             |                             |                             |                             |                             |                             |                             |                             |

### 地域

#### 地区
- 山中地区（やまなか）
- 平野地区（ひらの）
- 旭日丘地区（あさひがおか）
- 長池地区（ながいけ）

### 人口
| |                                          |  |
| 山中湖村と全国の年齢別人口分布（2005年） | 山中湖村の年齢・男女別人口分布（2005年） |  |
| ■紫色 ― 山中湖村 ■緑色 ― 日本全国 | ■青色 ― 男性 ■赤色 ― 女性                |  |
| 山中湖村（に相当する地域）の人口の推移 \| 1970年（昭和45年） \| 4,079人 \| \| \| 1975年（昭和50年） \| 4,607人 \| \| \| 1980年（昭和55年） \| 4,637人 \| \| \| 1985年（昭和60年） \| 4,904人 \| \| \| 1990年（平成2年） \| 5,040人 \| \| \| 1995年（平成7年） \| 5,296人 \| \| \| 2000年（平成12年） \| 5,274人 \| \| \| 2005年（平成17年） \| 5,440人 \| \| \| 2010年（平成22年） \| 5,324人 \| \| \| 2015年（平成27年） \| 5,028人 \| \| \| 2020年（令和2年） \| 5,179人 \| \| |                                          |  |
| 総務省統計局 国勢調査より |                                          |  |
| 1970年（昭和45年） | 4,079人                                  |  |
| 1975年（昭和50年） | 4,607人                                  |  |
| 1980年（昭和55年） | 4,637人                                  |  |
| 1985年（昭和60年） | 4,904人                                  |  |
| 1990年（平成2年） | 5,040人                                  |  |
| 1995年（平成7年） | 5,296人                                  |  |
| 2000年（平成12年） | 5,274人                                  |  |
| 2005年（平成17年） | 5,440人                                  |  |
| 2010年（平成22年） | 5,324人                                  |  |
| 2015年（平成27年） | 5,028人                                  |  |
| 2020年（令和2年） | 5,179人                                  |  |

### 隣接自治体
山梨県
- 富士吉田市
- 都留市
- 南都留郡：忍野村
- 南都留郡：道志村

神奈川県
- 足柄上郡：山北町

静岡県
- 駿東郡：小山町

## 歴史

### 先史
富士北麓地域には縄文時代の遺跡が数多く分布するが、村域においても長池、平野柳原、篭坂峠付近などに縄文時代の遺跡が存在している。

### 古代
古代の律令制下においては都留郡に属する。
『延喜式』に拠れば、東海道を駿河国横走駅（静岡県御殿場市）から分岐し富士北麓を通過し甲斐国府に至る官道である甲斐路（御坂路）が整備され、三駅のひとつである「加吉駅」は村域に比定されている。

### 中世
村域は甲斐・駿河・相模の三国間の交通の要衝で、御坂路は中世に「鎌倉往還」と呼称される。
平安時代末期に関東で挙兵した源頼朝が治承4年（1180年）8月の石橋山の戦いで敗退した際には、土屋宗遠（三郎）が甲斐へ向かう際に鎌倉往還を通過している。
また、『吾妻鏡』によれば、承久3年（1221年）6月の承久の乱に東山道大将軍として上洛した甲斐源氏の武田信光が、帰路の加古坂峠において乱の首謀者のひとりである藤原光親を処刑しており、光親の墓所が伝わっている。
戦国時代の甲斐国は守護・武田氏の内訌と有力国衆の抗争が繰り広げられ、郡内では小山田氏が武田氏と敵対する。さらに隣国である駿河の今川氏や相模の後北条氏も甲斐へ侵攻した。
村域には明応3年（1493年）には武田家惣領・信縄と弟の油川信恵 が争った八代合戦で戦死したと伝わる山中太郎左衛門の城館跡がある。明応4年には伊勢宗瑞（北条早雲）が今川氏と共同して郡内へ侵攻し、大永6年（1526年）には甲斐守護・武田信虎（信尚）が駿河国梨木平において北条方を破する。天文4年（1536年）には北条氏綱と今川氏が郡内へ侵攻し、武田氏・小山田氏との間で山中の戦いが行われている。
村域を通過する鎌倉街道は天正10年（1582年）3月の武田滅亡後に発生した「天正壬午の乱」において北条氏が甲斐へ侵攻する際のルートとなった。

### 近世
近世に郡内地方は谷村藩領を経て幕府直轄領となる。山間部である郡内地方は耕地に乏しく、生業は僅かな米麦栽培のほか入会地における山稼ぎや街道添いの駄賃稼ぎが行われ、養蚕や郡内織も発達した。村域においてもこれらの生業のほか、山中湖における漁業が行われていた。加古坂峠に口留番所が置かれ運輸機能が強化され、駿河方面と経済圏を形成している。

### 近代
近代には入会地が官有地化された。明治22年には皇室財産として御料地への編入となった。
馬鈴薯やトウモロコシの栽培、織物などの新たな産業が取り入れられたほか、戦後には観光に力を入れている。

### 沿革
- 1875年（明治8年）1月 - 都留郡山中村、平野村の統合により中野村が発足。
- 1878年（明治11年）12月19日 - 郡区町村編制法の山梨県での施行に伴い都留郡が分割され、南都留郡所属となる。
- 1889年（明治22年）7月1日 - 町村制の施行により、中野村が単独で自治体を形成。
- 1957年（昭和32年）7月9日 - 昭和天皇、香淳皇后が村内に行幸啓。沖新国有林を視察[2]。
- 1965年（昭和40年）1月1日 - 山中湖村に改称。
- 2020年（令和2年）12月1日 - 村名変更55周年を記念し「山中湖村民歌」を制定。

## 政治

### 行政

#### 村長
- 村長：高村正一郎

### 議会

#### 村議会
- 山中湖村議会：議員定数12人

## 施設

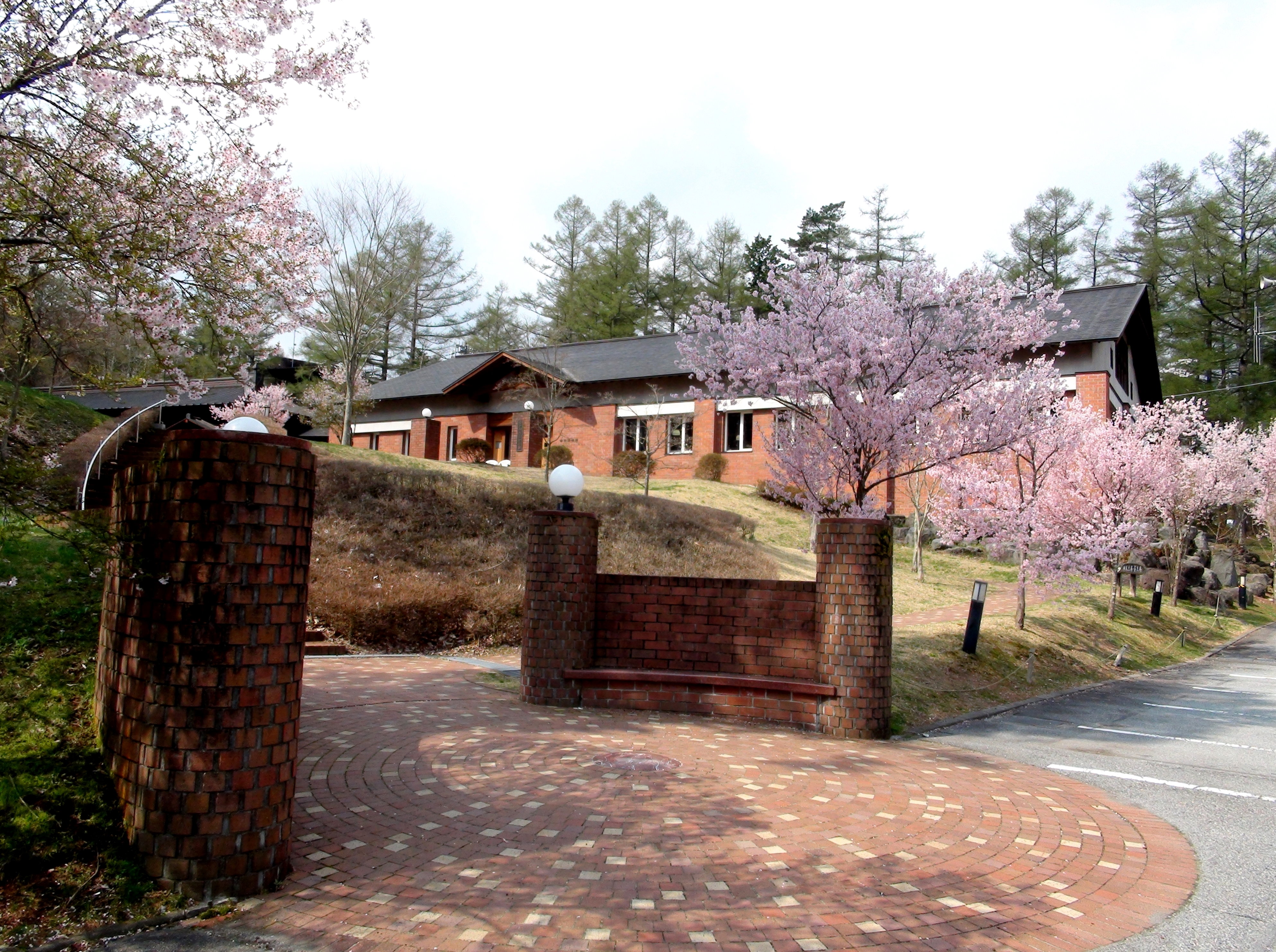
山中湖情報創造館

### 警察
本部
- 山梨県警察 富士吉田警察署

駐在所
- 山中湖駐在所

### 消防
本部
- 富士五湖広域行政事務組合

消防署
- 東部出張所（南都留郡山中湖村山中1212-16）

### 医療
主な病院

### 郵便局
主な郵便局

### 図書館
主な図書館
- 山中湖情報創造館

### 文化施設
- 三島由紀夫文学館

### 運動施設
- 山中湖交流プラザ きらら
- 富士ゴルフコース
- カールプレックスフジ（カーリング場）

## 情報・通信

### マスメディア

#### 中継局
- 山中湖中継局

## 教育

### 中学校
村立
- 山中湖村立山中湖中学校

#### 小学校
村立
- 山中湖村立東小学校
- 山中湖村立山中小学校

## 交通

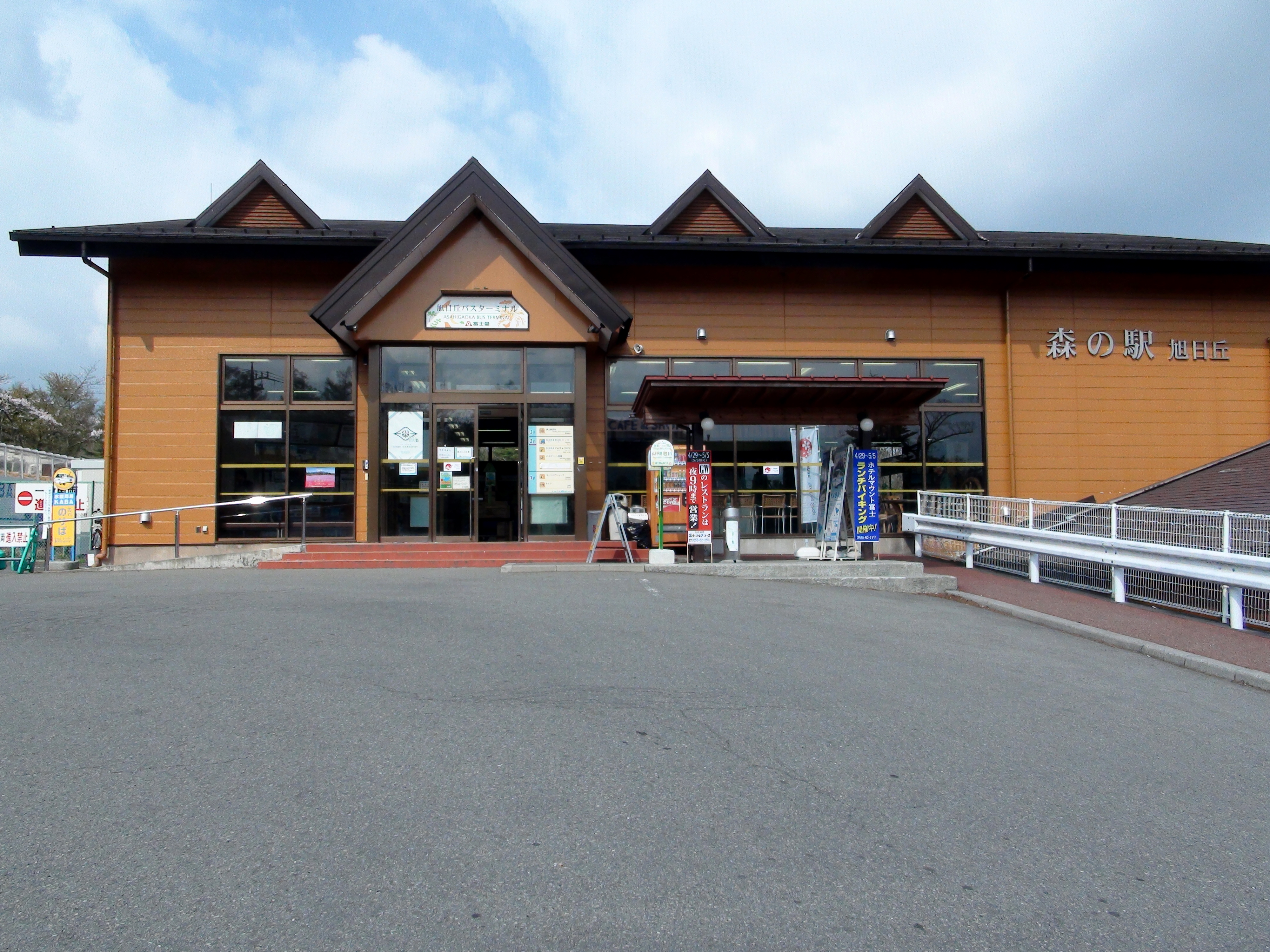
旭日丘バスターミナル

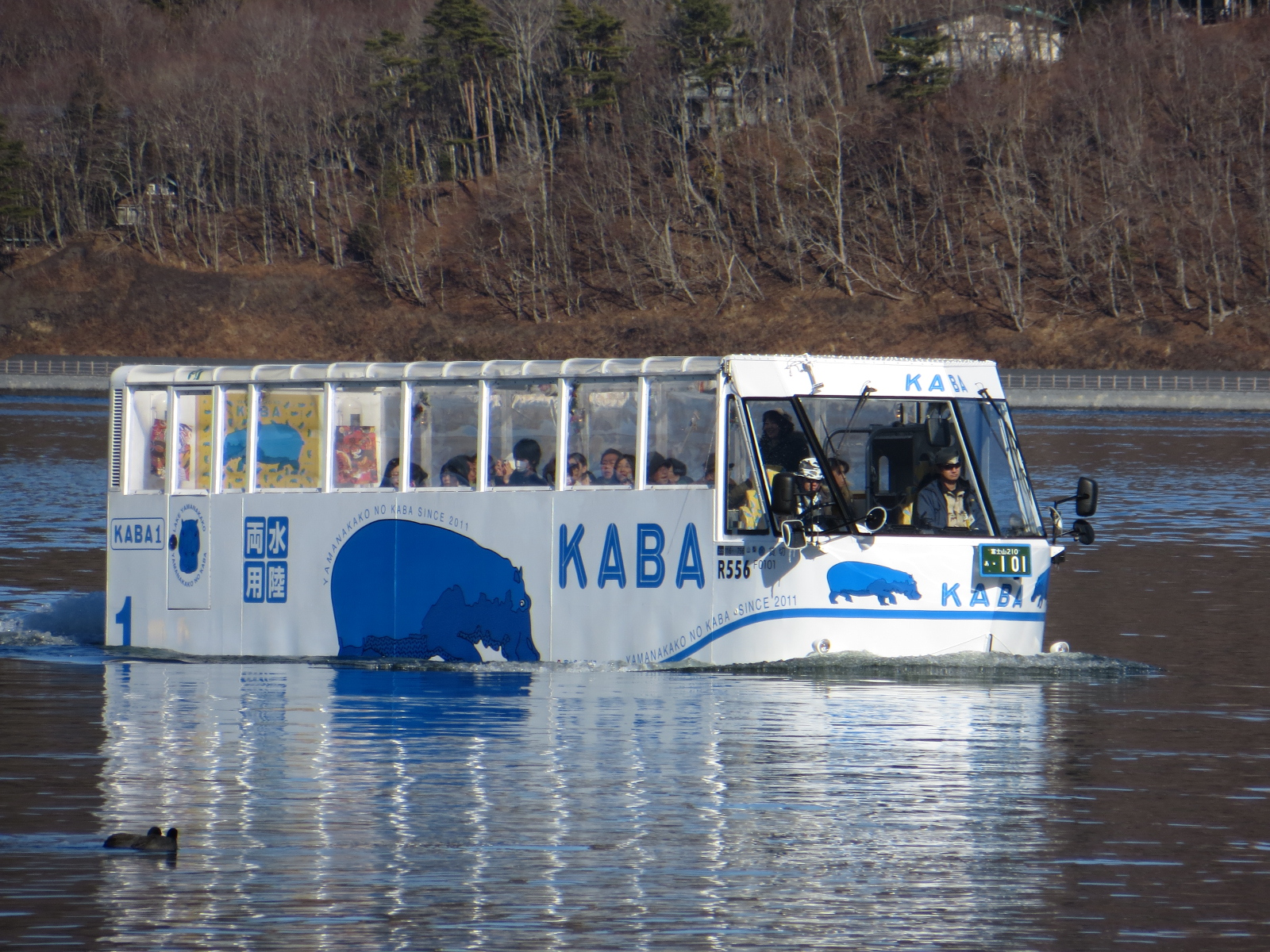
水陸両用車「KABA」

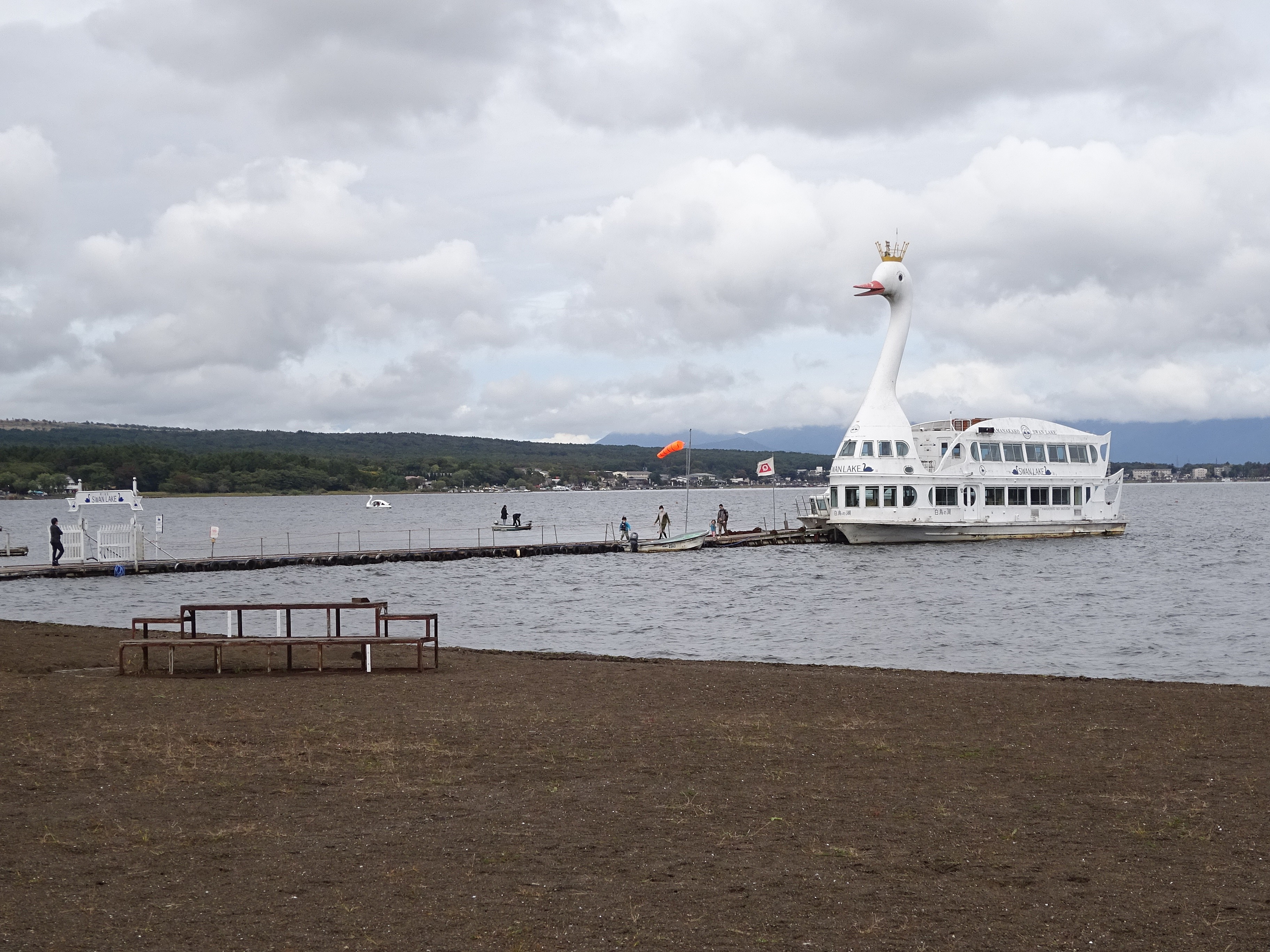
山中湖遊覧船

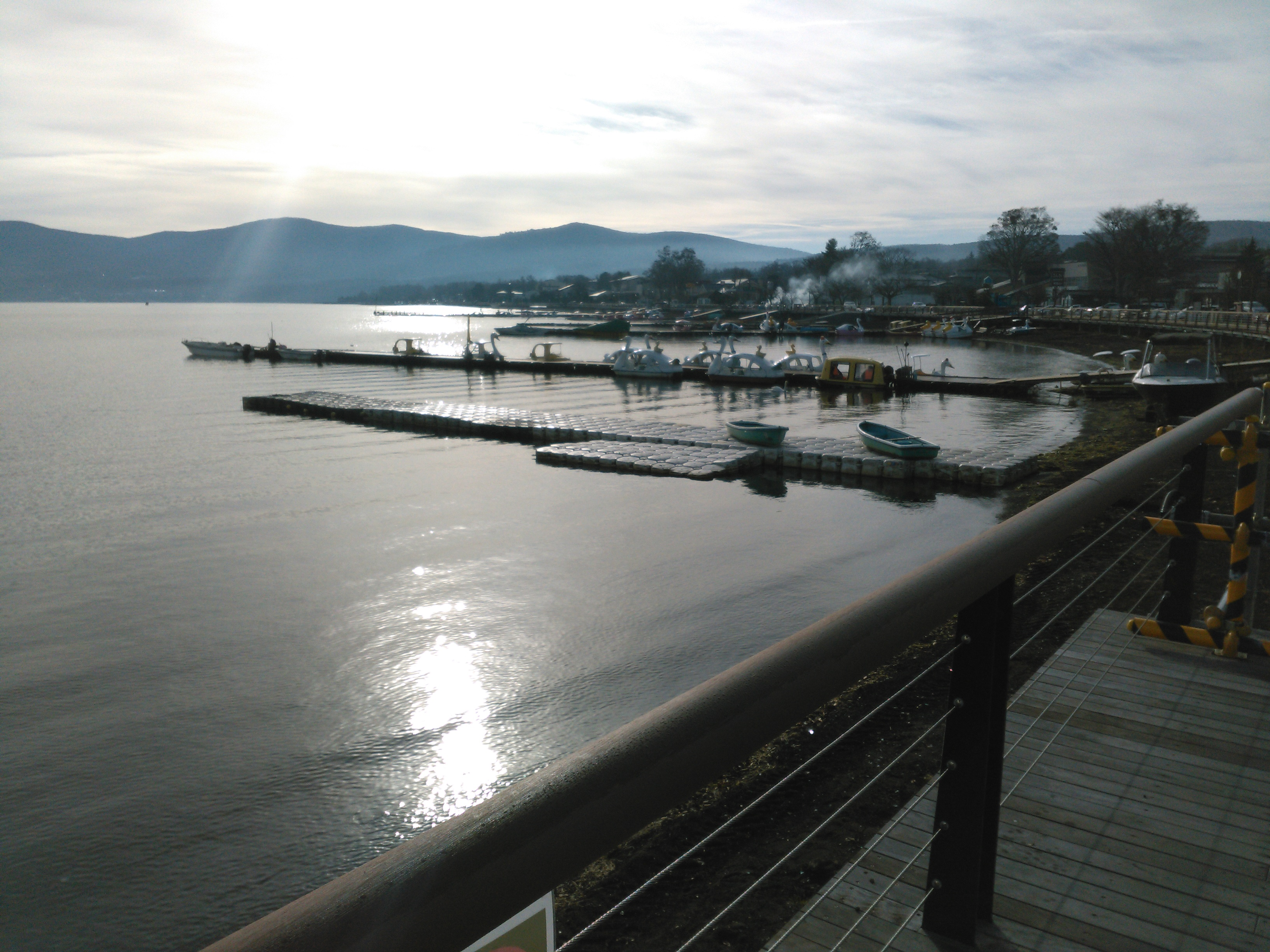
山中湖港

### 鉄道

#### 鉄道路線
村内に鉄道路線はない。鉄道を利用する際の最寄り駅は富士吉田市にある富士山麓電気鉄道富士急行線富士山駅。

### 道路

#### 高速道路
- 東富士五湖道路
- E68：（富士吉田市）- 山中湖IC -（小山町）

#### 国道
- 国道138号
- 国道413号

### バス
バスターミナル
- 旭日丘バスターミナル - 富士急バスのバスターミナル。水陸両用車「KABA」が運行されている。

#### 路線バス
富士急モビリティ
- 富士急バス：富士吉田方面、御殿場方面

#### 高速バス
富士急モビリティ
- 富士急バス：新宿駅、東京駅

### 航路

#### 船舶
- 山中湖遊覧船

## 観光
寺社
- 山中諏訪神社

自然
- 山中のハリモミ純林
- 山中湖

温泉
- 山中湖温泉
  - 石割の湯
  - 紅富士の湯

公園
- 花の都公園
- 長池親水公園
- 山中湖パノラマ台
- 旭日丘湖畔緑地公園
- 山中湖文学の森公園
  - 三島由紀夫文学館
  - 徳富蘇峰館
  - 山中湖情報創造館
  - 俳句の館 風生庵
  - 蒼生庵

キャンプ場
- 石割オートキャンプ
- 山中湖ふじのもりオートキャンプ場
- RECAMP山中湖
- 山中湖みなみオートキャンプ場

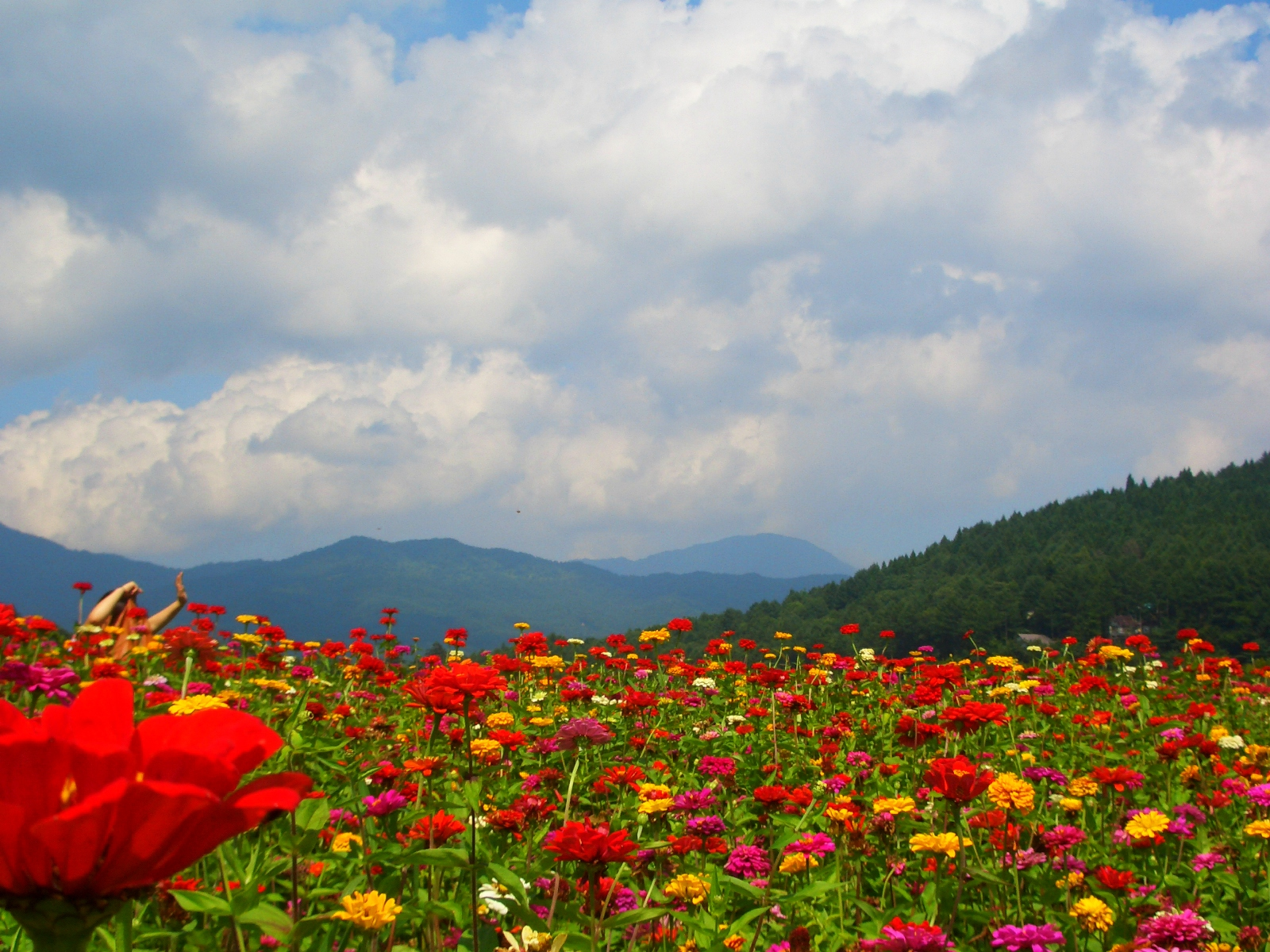
花の都公園

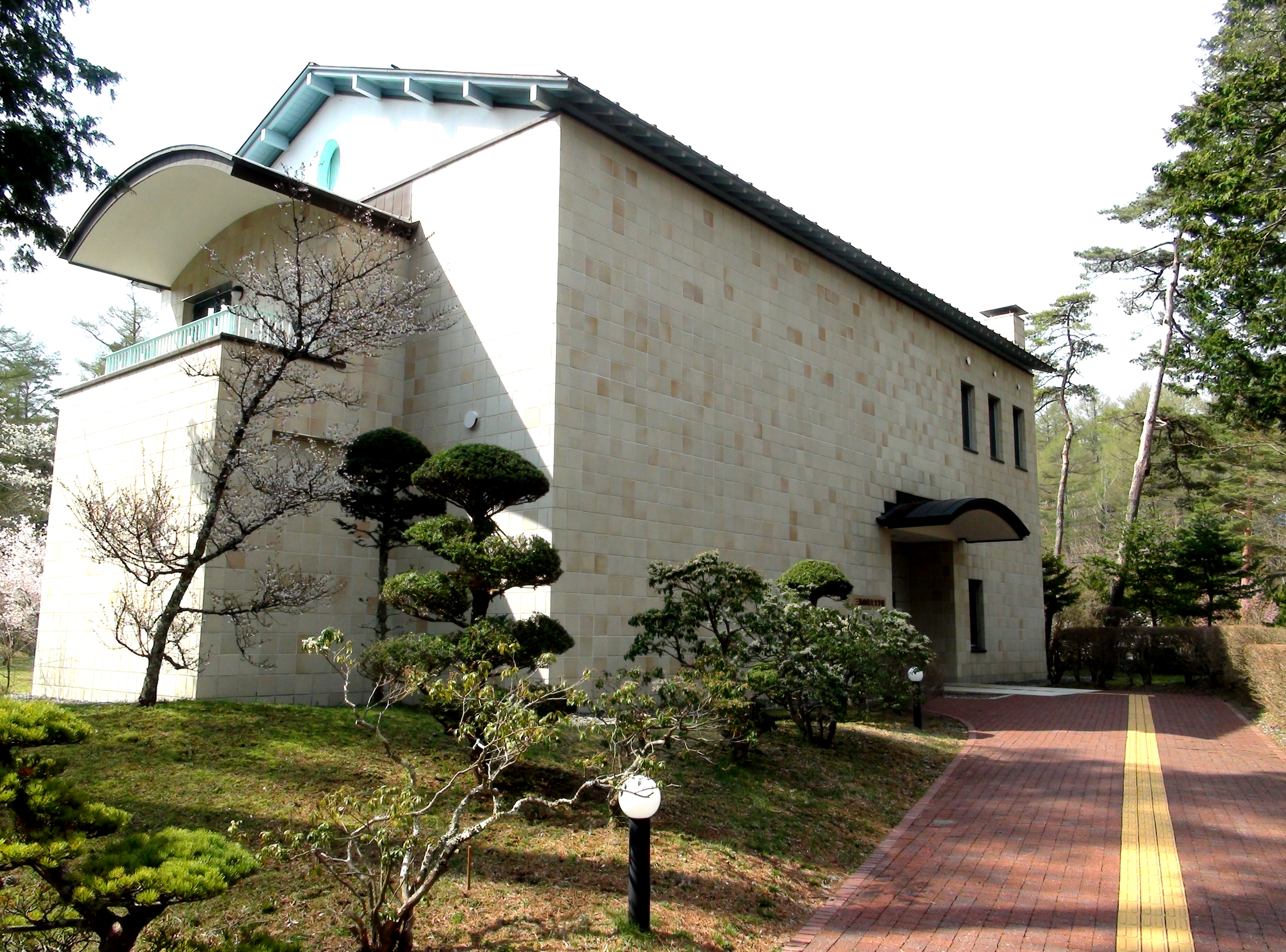
三島由紀夫文学館

- sotosotodays CAMPGROUNDS
山中湖みさき（旧みさきキャンプ場）
- レイクロッジヤマナカ
- the 508
- 湖山荘キャンプ場
- キャンプ場 ピッコロ
- moss camp field
- 湖明荘オートキャンプ場
- 富士見荘キャンプ場
- 村営山中湖キャンプ場（地球元気村）

その他
- 山中湖交流プラザ きらら
- 富士ゴルフコース
- カールプレックスフジ（カーリング場）

## 文化・名物

### 名産・特産
- フジマリモ（天然記念物）

## 出身関連著名人
- 鏡味味千代（太神楽師）
- 高村ちさと（サッカー選手、アルビレックス新潟レディースDF）